# Hordeum pusillum
Hordeum pusillum là một loài thực vật có hoa trong họ Hòa thảo. Loài này được Nutt. mô tả khoa học đầu tiên năm 1818.

## Hình ảnh

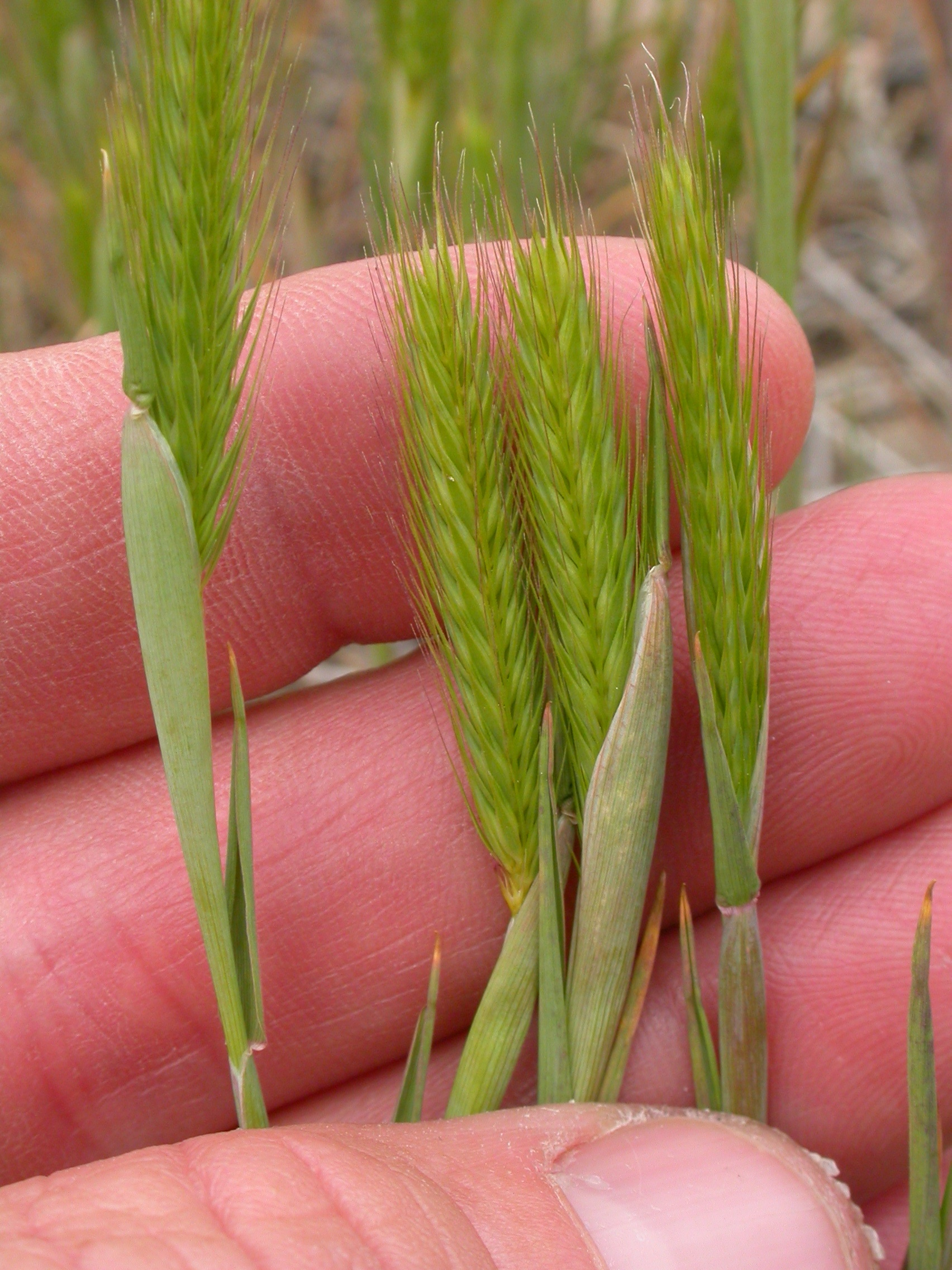
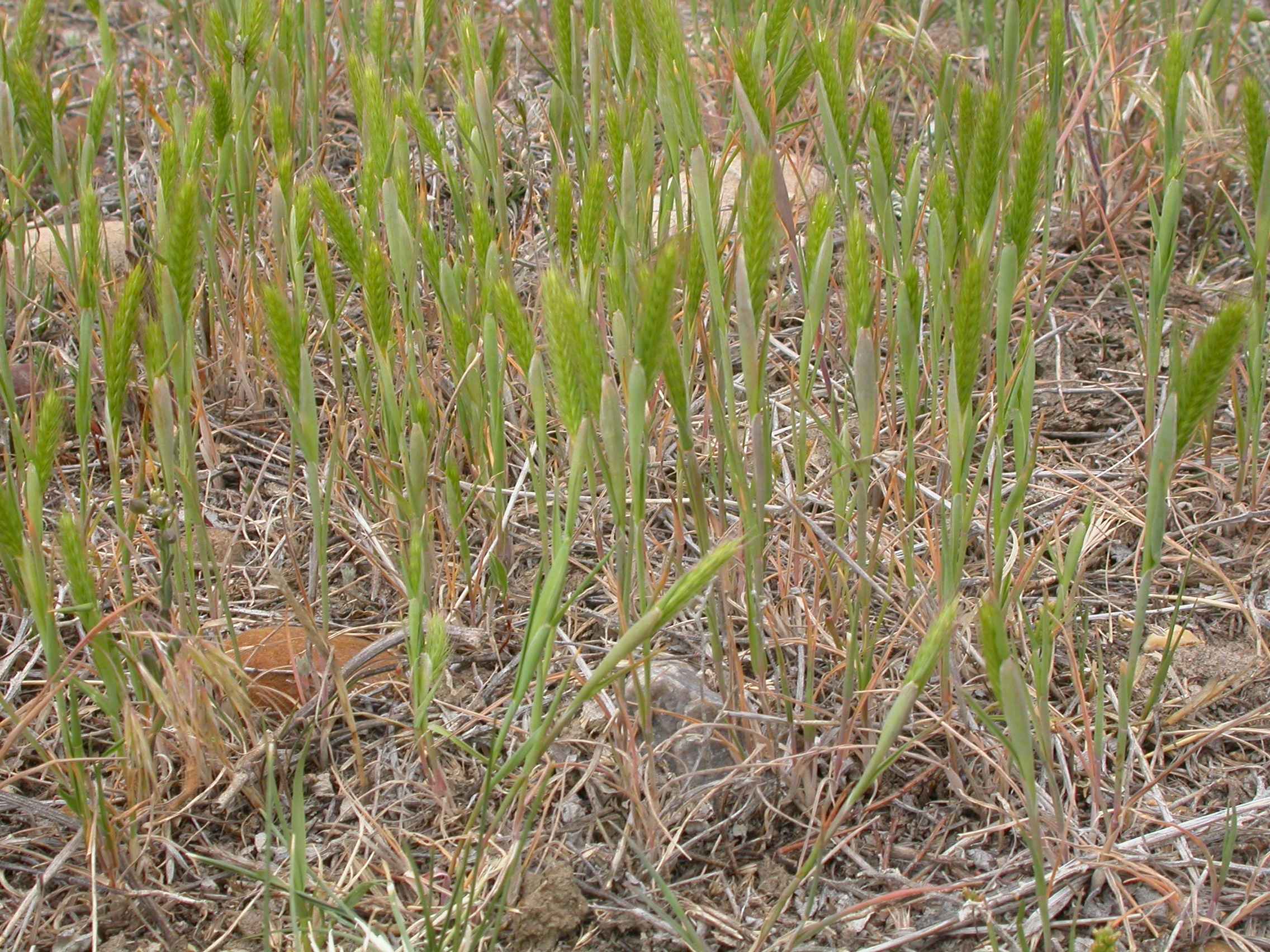
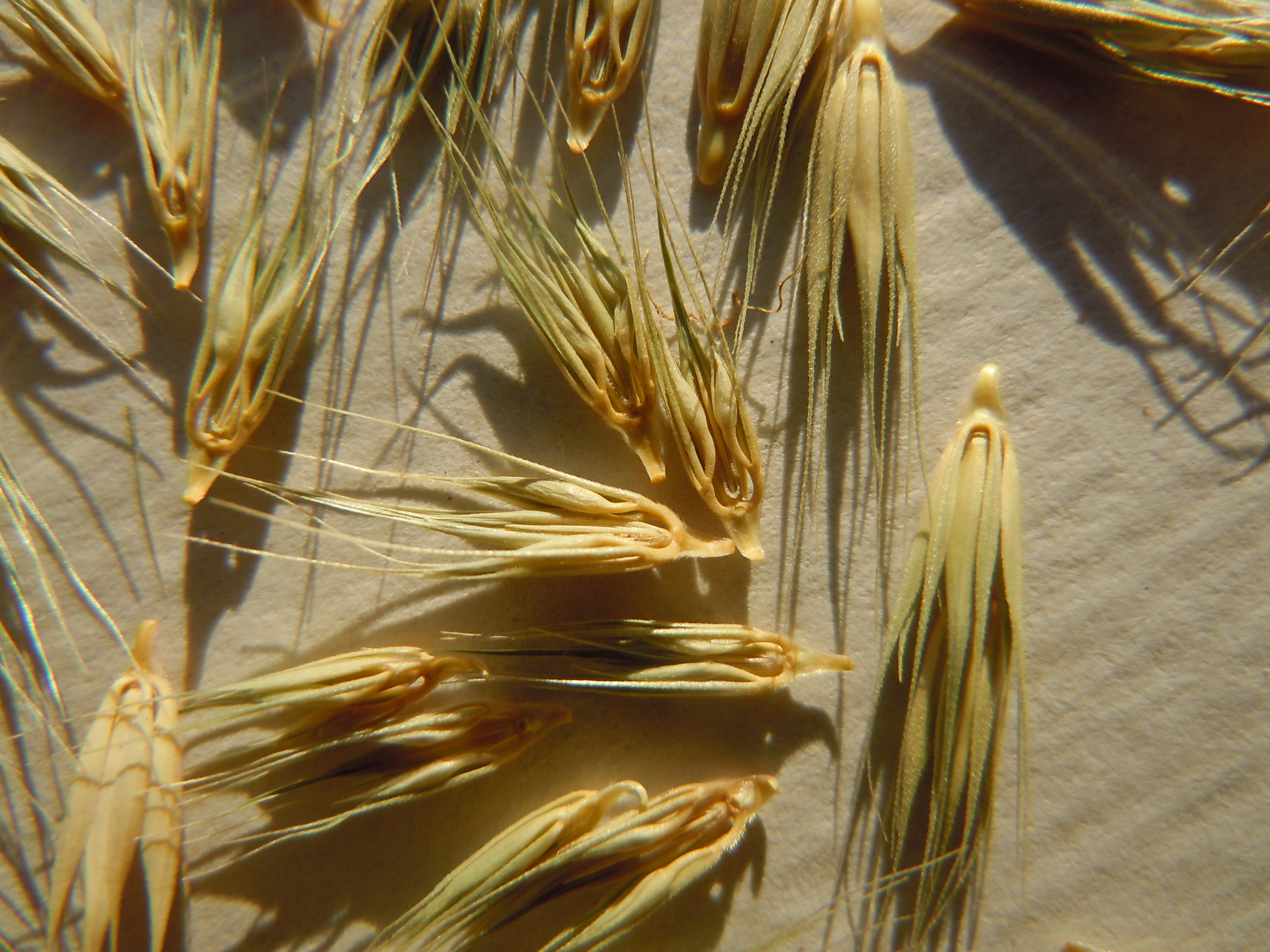
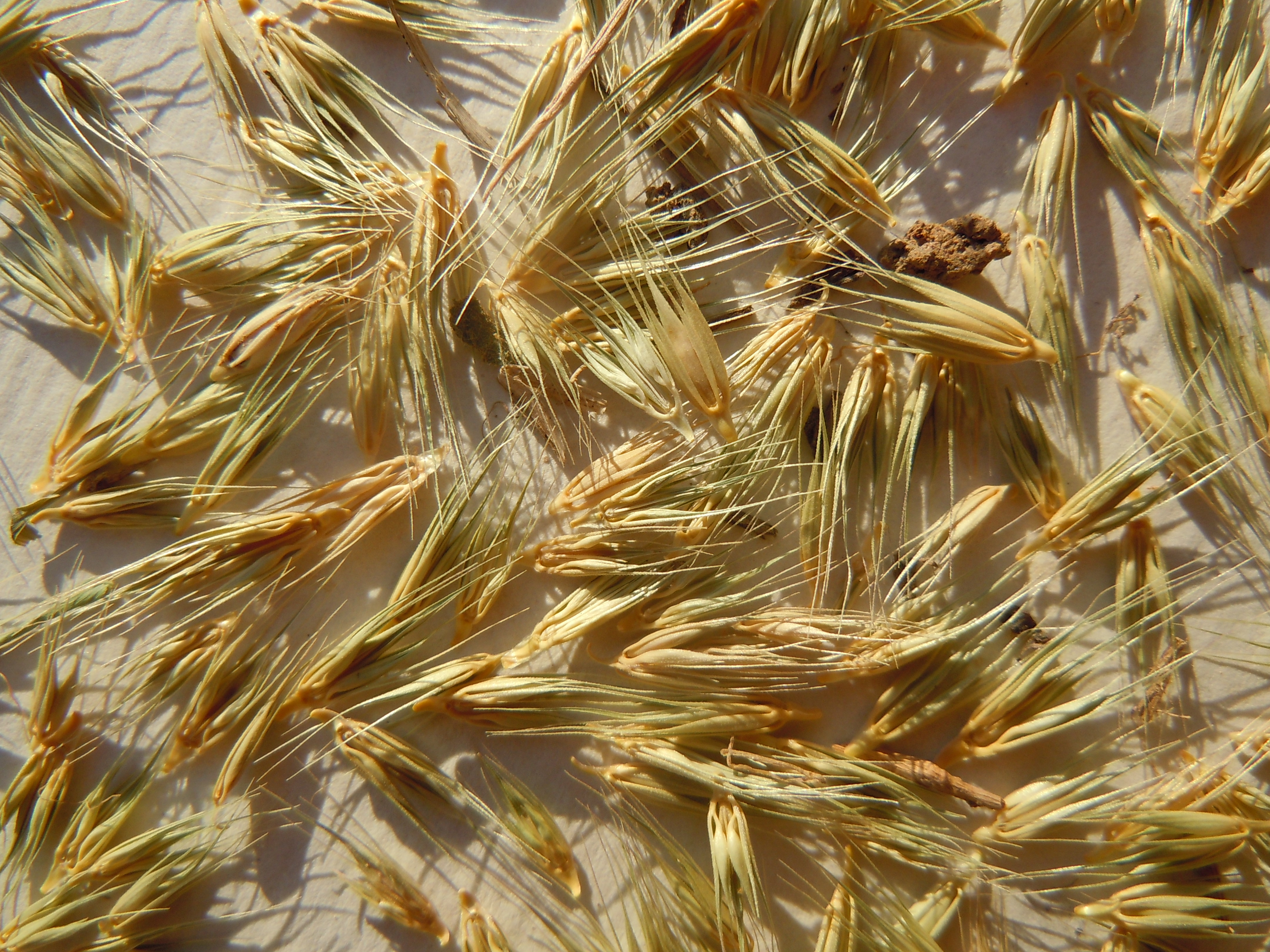